# ميل العلوي (المهرة)

تعديل مصدري - تعديل

ميل العلوي هي إحدى قرى مديرية حات التابعة لمحافظة المهرة، بلغ تعداد سكانها 34 نسمة حسب تعداد اليمن لعام 2004.